# Fragment Berlínské zdi ve Strašnicích
Fragment Berlínské zdi ve Strašnicích, nazývaný také Zbytek Berlínské zdi, je barevný památník – fragment dovezené betonové Berlínské zdi, který je umístěný ve Strašnicích v Praze 10. Nachází se také v geomorfologickém celku Pražská plošina.

## Historie a popis díla
Přibližně 4 metry vysoký segment betonové bariéry Berlínské zdi, která v letech 1961 až 1989 rozdělovala Berlín a tvořila také přísně střeženou hranici tehdejší Německé demokratické republiky (resp. hranici socialistického bloku), byl dne 4. října 2018 umístěn před hotel A&O Prag Rhea ve Strašnicích. I když fragmenty částí Berlínské zdi stojí v mnoha světových městech, tak v Praze dosud žádný nebyl. Fragment Berlínské zdi tak připomíná bývalé období nesvobody, tzv. železnou oponu.

### Malby na zdi
Na zdi jsou malby berlínských umělců.
Na jedné straně zdi je černobílý portrét bývalého západoněmeckého ministra zahraničí Hanse-Dietricha Genschera. Genscher sehrál významnou roli při pádu komunistických režimů střední Evropy, když v září 1989 z balkonu západoněmeckého velvyslanectví v Praze oznámil tisícům východoněmeckých uprchlíků, že jim bylo umožněno vycestovat do západního Německa. To výrazně přispělo k pádu Berlínské zdi v listopadu 1989 a potažmo i ke zrušení Železné opony . Přes tvář Genschera je namalovaná česká vlajka.
Na druhé straně zdi jsou obrazy známých památek z Berlína – náměstí Alexanderplatz, televizní věž Berliner Fernsehturm, červená radnice Rotes Rathaus a světové hodiny.

## Další informace
Fragment zdi je celoročně volně přístupný.

## Galerie

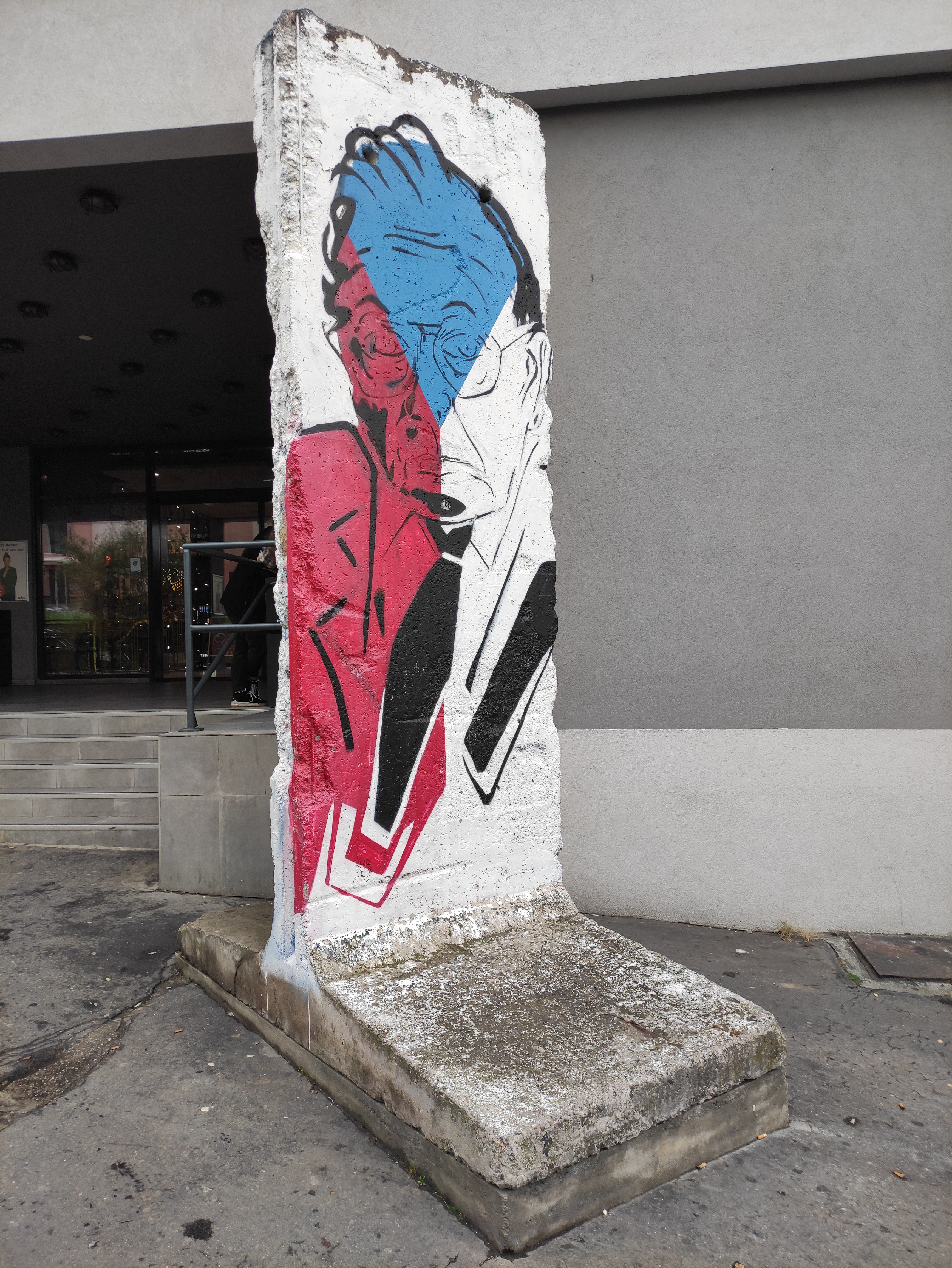